# Бити (Невада)
Бити (енгл. Beatty) насељено је место без административног статуса у америчкој савезној држави Невада.

## Демографија
По попису из 2010. године број становника је 1.010, што је 144 (-12,5%) становника мање него 2000. године.
| Група             | 2000.       | 2010.       |
| Белци             | 985 (85,4%) | 800 (79,2%) |
| Афроамериканци    | 1 (0,1%)    | 9 (0,9%)    |
| Азијати           | 14 (1,2%)   | 10 (1,0%)   |
| Хиспаноамериканци | 103 (8,9%)  | 150 (14,9%) |
| Укупно            | 1.154       | 1.010       |